# Współczynnik objętościowy
Współczynnik objętościowy (ang. bulk volume factor) – bezwymiarowy parametr skalarny odnoszący się do nieruchomego lub przepływającego płynu (wody złożowej, ropy naftowej, gazu ziemnego) wypełniającego przestrzeń porową w ośrodku porowatym lub przestrzeń szczelinową w ośrodku szczelinowym stosowany w hydrodynamice podziemnej oraz inżynierii złożowej.

## Definicja
Współczynnik objętościowy płynu {\displaystyle B} zdefiniowany jest jako stosunek gęstości płynu w warunkach normalnych {\displaystyle {\overline {\varrho }}} do gęstości płynu w warunkach złożowych {\displaystyle \varrho {:}}
{\displaystyle B\;{\stackrel {\mathrm {df} }{=}}\;{\frac {\overline {\varrho }}{\varrho }}.}
Podczas eksploatacji złóż podziemnych, w związku z czasowo-przestrzennymi zmianami ciśnienia w ich obszarze współczynnik objętościowy jest na ogół wielkością zmienną. Dotyczy to w szczególności gazów.

## Współczynnik objętościowy dla gazu rzeczywistego
W hydrodynamice podziemnej i inżynierii złożowej termodynamiczne własności gazu rzeczywistego opisuje się następującym równaniem stanu:
{\displaystyle pV={\frac {m}{M}}ZRT}
lub
{\displaystyle {\frac {p}{\varrho }}={\frac {1}{M}}ZRT,}
gdzie:
{\displaystyle p} – ciśnienie gazu,
{\displaystyle V} – objętość,
{\displaystyle m} – masa,
{\displaystyle M} – masa molowa,
{\displaystyle T} – temperatura,
{\displaystyle R} – uniwersalna stała gazowa,
{\displaystyle Z} – współczynnik ściśliwości gazu zależny od ciśnienia i temperatury oraz składu mieszaniny gazów.
W przypadku gazów rzeczywistych odwrotność współczynnika objętościowego jest quasi-liniową funkcją ciśnienia gazu zgodnie ze wzorem:
{\displaystyle {\frac {1}{B}}=p{\frac {{\overline {Z}}{\overline {T}}}{{\overline {p}}TZ(p,T)}},}
gdzie kreska górna oznacza, że dana wielkość dotyczy warunków standardowych.

## Zastosowania
Współczynnik objętościowy stosuje się w równaniach hydrodynamiki podziemnej i inżynierii złożowej opisujących ruch płynów złożowych w przebiegu eksploatacji złóż ropy naftowej, gazu ziemnego oraz podziemnych magazynów gazu.
Służy m.in. do obliczenia ekspansji gazu w złożu (parametr systemu energetycznego złoża):
{\displaystyle E_{g}=B_{g}-B_{gi},}
gdzie:
{\displaystyle E_{g}} – współczynnik ekspansji gazu,
{\displaystyle B_{g}} – aktualny współczynnik objętościowy mieszaniny gazów,
{\displaystyle B_{gi}} – początkowy (initial) współczynnik objętościowy mieszaniny gazów.